# 水东水库
水东水库位于中国福建省三明市尤溪县，坝址位于城关镇东南郊的水东村，是以防洪、发电为主，兼有供水、养殖等功能的大（二）型水库。